# Титкин, Константин Фёдорович
Константин Фёдорович Титкин (1928 — неизвестно) — советский футболист (полузащитник), хоккеист (нападающий).

## Биография
За хоккейное «Торпедо» Горький играл в сезонах 1947/48 — 1955/56. В трёх сезонах (1952/53, 1954/55 — 1955/56) выступал в чемпионате СССР.
За футбольное «Торпедо» Горький играл в 1950—1953 годах. В 1951 году провёл два матча в чемпионате СССР — 16 июля в игре против «Динамо» Тбилиси (2:1) сравнял счёт, 7 августа в матче против ВМС Москва (1:2) вышел на замену.